# 倫敦郡會堂
倫敦郡會堂（London County Hall，簡稱LCH；或譯為倫敦郡政廳）是位於倫敦蘭貝斯的一座建築物，曾經是倫敦行政機構——伦敦郡议会及大倫敦议会（GLC）所在地。建築位於泰晤士河南岸，西敏橋的正北側。西望西敏市，鄰近西敏宮。距離倫敦郡會堂最近的倫敦地鐵車站是滑鐵盧站和西敏站。
今日的倫敦郡會堂主要用於商務和觀光用途。倫敦郡會堂內現在有倫敦水族館、倫敦地牢和南夢宮娛樂中心等旅遊景點。倫敦眼緊鄰倫敦郡會堂，並且其遊客中心就位於倫敦郡會堂樓內。在2003年到2006年期間，倫敦郡會堂還曾是薩奇美術館的展覽室。倫敦郡會堂建築的其他部分則入駐有兩家旅館（分別是商務旅館Premier Inn和五星級旅館萬豪酒店）、幾家餐廳和一些公寓。倫敦郡會堂的多樣空間可提供給多種不同單位使用，包括建築物中央的會議廳。在2010年1月之前，達利展覽館也曾位於倫敦郡會堂內，但現在已經關閉，並將在其他場地重新開張。
在2014年初，有消息證實默林娛樂將在2015年7月於倫敦郡會堂開業新的娛樂設施。該地區已經有默林娛樂的其他三個景點。

## 歷史

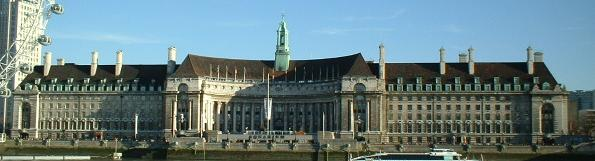
郡會堂

倫敦郡會堂主建築有六層樓，由拉爾夫·諾特設計。建築物表面為波特蘭石材質，外觀為愛德華巴洛克風格。建築主體部分的施工企業是Holland, Hannen & Cubitts，開始施工於1911年，在1922年由英國國王喬治五世揭幕啟用。建築的南側和北側部分則是由Higgs and Hill施工建設，修建於1936年至1939年期間。島嶼部分的建築則直到1974年才完成

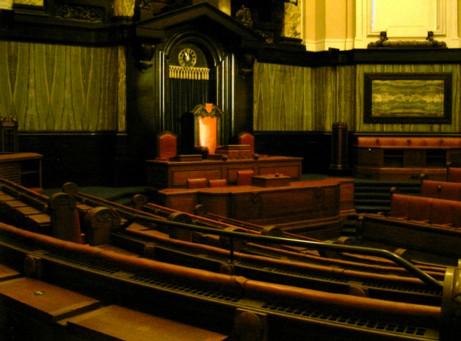
倫敦郡會堂的主議場

倫敦郡會堂曾是倫敦郡、大倫敦政府的所在地達64年之久。在整個1980年代，由肯·利文斯通領導的工黨接掌大倫敦委員會，並且對抗柴契爾夫人領導的保守黨政府。由於西敏宮隔泰晤士河和倫敦郡會堂相望，正好位於郡會堂的對面，郡會堂的外牆曾在超過一年的時間內經常用來展示反對保守黨政府的宣傳口號。當柴契爾夫人在1986年廢除了大倫敦委員會之後，郡會堂失去了其倫敦政府所在地的地位。人們很快開始討論建築物的新用途。柴契爾夫人曾計劃將倫敦政治經濟學院由西敏校區搬遷至郡會堂，但遭到學生的反對。郡會堂一度由內倫敦教育局（ILEA）使用，直到1990年其被廢除。之後建築移交倫敦清算機構，並最終出售給私人企業。1993年，倫敦郡會堂轉售給日本企業白山殖產。2005年10月21日，英格蘭及威爾斯高等法院判決支持郡會堂所有人白山殖產的請求，同意白山殖產將薩奇美術館驅出郡會堂，因其違反租賃合同，特別是使用租用空間以外的地區展示藏品。
郡會堂島嶼街區建築（County Hall Island Block）在2006年拆除，用以建設西敏橋丽亭酒店。這座建築自1986年之後即已廢棄。
現在郡會堂設有紀念倫敦郡議會、大倫敦議會的藍色牌匾。

## 外部連結
- londoncountyhall.com
- Survey of London entry （页面存档备份，存于）
- blitzandblight.com / 1 Westminster Bridge